# 北京奥林匹克公园射箭场
40°01′01″N 116°22′36″E / 40.016817°N 116.376532°E

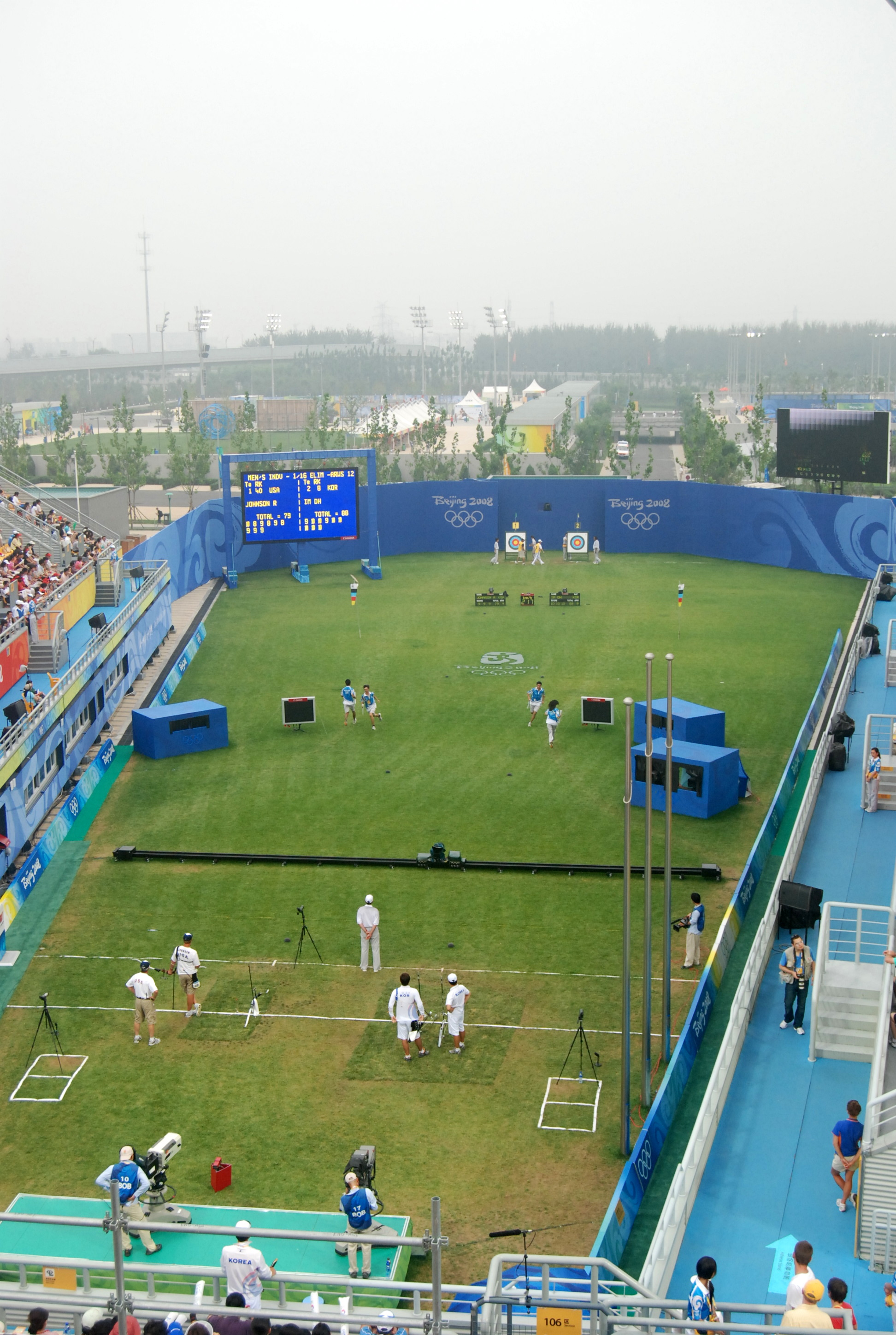
正在举行2008年夏季奥林匹克运动会射箭比赛男子个人比赛的奥林匹克公园射箭场A侧

北京奥林匹克公园射箭场是2008年北京奥运会射箭项目的比赛场馆。本场地共决出男、女子个人及团体共4个小项的金牌。在随后举行的2008年北京残奥会中，轮椅射箭赛事也在该场馆进行。北京奥林匹克公园射箭场于2005年12月28日正式动工，位于奥体公园北区，用地约9.22公顷，可容纳5000名观众。
奥林匹克公园射箭场为北京奥运会的九个临时场馆之一，位置在国家网球中心南侧、奥林匹克公园曲棍球场北侧。为建设国家速滑馆，射箭场于2017年拆除。